# Cupa Kremlin
Cupa Kremlin (rusă Кубок Кремля) este un turneu profesionist de tenis care se joacă pe terenuri cu suprafață dură, în interior. În prezent face parte din seria ATP Tour 250 a turneului ATP și este un turneu Premier în turul WTA. 
Din 1990 până în 2018 s-a desfășurat anual la Stadionul Olimpic din Moscova, Rusia. În 2019, Stadionul Olimpic a suferit o reconstrucție majoră de doi ani. Ediția din 2019 a turneului a avut loc la Palatul de gheață Krylatskoye. În 2021, Cupa Kremlinului se va juca la Palatul de gimnastică Irina Viner-Usmanova și la Palatul Sporturilor Luzhniki.

## Rezultate

#### Simplu masculin
| An   | Campion                                | Finalist                               | Scor                                   |
| ---- | -------------------------------------- | -------------------------------------- | -------------------------------------- |
| 1990 | Andrei Cherkasov                       | Tim Mayotte                            | 6–2, 6–1                               |
| 1991 | Andrei Cherkasov (2)                   | Jakob Hlasek                           | 7–6(7–2), 3–6, 7–6(7–5)                |
| 1992 | Marc Rosset                            | Carl-Uwe Steeb                         | 6–2, 6–2                               |
| 1993 | Marc Rosset (2)                        | Patrik Kühnen                          | 6–4, 6–3                               |
| 1994 | Alexander Volkov                       | Chuck Adams                            | 6–2, 6–4                               |
| 1995 | Carl-Uwe Steeb                         | Daniel Vacek                           | 7–6(7–5), 3–6, 7–6(8–6)                |
| 1996 | Goran Ivanišević                       | Yevgeny Kafelnikov                     | 3–6, 6–1, 6–3                          |
| 1997 | Yevgeny Kafelnikov                     | Petr Korda                             | 7–6(7–2), 6–4                          |
| 1998 | Yevgeny Kafelnikov (2)                 | Goran Ivanišević                       | 7–6(7–2), 7–6(7–5)                     |
| 1999 | Yevgeny Kafelnikov (3)                 | Byron Black                            | 7–6(7–2), 6–4                          |
| 2000 | Yevgeny Kafelnikov (4)                 | David Prinosil                         | 6–2, 7–5                               |
| 2001 | Yevgeny Kafelnikov (5)                 | Nicolas Kiefer                         | 6–4, 7–5                               |
| 2002 | Paul-Henri Mathieu                     | Sjeng Schalken                         | 4–6, 6–2, 6–0                          |
| 2003 | Taylor Dent                            | Sargis Sargsian                        | 7–6(7–5), 6–4                          |
| 2004 | Nikolay Davydenko                      | Greg Rusedski                          | 3–6, 6–3, 7–5                          |
| 2005 | Igor Andreev                           | Nicolas Kiefer                         | 5–7, 7–6(7–3), 6–2                     |
| 2006 | Nikolay Davydenko (2)                  | Marat Safin                            | 6–4, 5–7, 6–4                          |
| 2007 | Nikolay Davydenko (3)                  | Paul-Henri Mathieu                     | 7–5, 7–6(11–9)                         |
| 2008 | Igor Kunitsyn                          | Marat Safin                            | 7–6(8–6), 6–7(4–7), 6–3                |
| 2009 | Mikhail Youzhny                        | Janko Tipsarević                       | 6–7(5–7), 6–0, 6–4                     |
| 2010 | Viktor Troicki                         | Marcos Baghdatis                       | 3–6, 6–4, 6–3                          |
| 2011 | Janko Tipsarević                       | Viktor Troicki                         | 6–4, 6–2                               |
| 2012 | Andreas Seppi                          | Thomaz Bellucci                        | 3–6, 7–6(7–3), 6–3                     |
| 2013 | Richard Gasquet                        | Mikhail Kukushkin                      | 4–6, 6–4, 6–4                          |
| 2014 | Marin Čilić                            | Roberto Bautista Agut                  | 6–4, 6–4                               |
| 2015 | Marin Čilić (2)                        | Roberto Bautista Agut                  | 6–4, 6–4                               |
| 2016 | Pablo Carreño Busta                    | Fabio Fognini                          | 4–6, 6–3, 6–2                          |
| 2017 | Damir Džumhur                          | Ričardas Berankis                      | 6–2, 1–6, 6–4                          |
| 2018 | Karen Khachanov                        | Adrian Mannarino                       | 6–2, 6–2                               |
| 2019 | Andrei Rubliov                         | Adrian Mannarino                       | 6–4, 6–0                               |
| 2020 | Anulat din cauza pandemiei de COVID-19 | Anulat din cauza pandemiei de COVID-19 | Anulat din cauza pandemiei de COVID-19 |
| 2021 | Aslan Karatsev                         | Marin Čilić                            | 6–2, 6–4                               |

#### Simplu feminin
| An                     | Campioană                              | Finalistă                              | Scor                                   |
| ---------------------- | -------------------------------------- | -------------------------------------- | -------------------------------------- |
| 1996                   | Conchita Martínez                      | Barbara Paulus                         | 6–1, 4–6, 6–4                          |
| 1997                   | Jana Novotná                           | Ai Sugiyama                            | 6–3, 6–4                               |
| 1998                   | Mary Pierce                            | Monica Seles                           | 7–6(7–2), 6–3                          |
| 1999                   | Nathalie Tauziat                       | Barbara Schett                         | 2–6, 6–4, 6–1                          |
| 2000                   | Martina Hingis                         | Anna Kournikova                        | 6–3, 6–1                               |
| 2001                   | Jelena Dokić                           | Elena Dementieva                       | 6–3, 6–3                               |
| 2002                   | Magdalena Maleeva                      | Lindsay Davenport                      | 5–7, 6–3, 7–6(7–4)                     |
| 2003                   | Anastasia Myskina                      | Amélie Mauresmo                        | 6–2, 6–4                               |
| 2004                   | Anastasia Myskina (2)                  | Elena Dementieva                       | 7–5, 6–0                               |
| 2005                   | Mary Pierce (2)                        | Francesca Schiavone                    | 6–4, 6–3                               |
| 2006                   | Anna Chakvetadze                       | Nadia Petrova                          | 6–4, 6–4                               |
| 2007                   | Elena Dementieva                       | Serena Williams                        | 5–7, 6–1, 6–1                          |
| 2008                   | Jelena Janković                        | Vera Zvonareva                         | 6–2, 6–4                               |
| ↓ Premier tournament ↓ |                                        |                                        |                                        |
| 2009                   | Francesca Schiavone                    | Olga Govortsova                        | 6–3, 6–0                               |
| 2010                   | Victoria Azarenka                      | Maria Kirilenko                        | 6–3, 6–4                               |
| 2011                   | Dominika Cibulková                     | Kaia Kanepi                            | 3–6, 7–6(7–1), 7–5                     |
| 2012                   | Caroline Wozniacki                     | Samantha Stosur                        | 6–2, 4–6, 7–5                          |
| 2013                   | Simona Halep                           | Samantha Stosur                        | 7–6(7–1), 6–2                          |
| 2014                   | Anastasia Pavliucenkova                | Irina-Camelia Begu                     | 6–4, 5–7, 6–1                          |
| 2015                   | Svetlana Kuznetsova                    | Anastasia Pavliucenkova                | 6–2, 6–1                               |
| 2016                   | Svetlana Kuznetsova (2)                | Daria Gavrilova                        | 6–2, 6–1                               |
| 2017                   | Julia Görges                           | Daria Kasatkina                        | 6–1, 6–2                               |
| 2018                   | Daria Kasatkina                        | Ons Jabeur                             | 2–6, 7–6(7–3), 6–4                     |
| 2019                   | Belinda Bencic                         | Anastasia Pavliucenkova                | 3–6, 6–1, 6–1                          |
| 2020                   | Anulat din cauza pandemiei de COVID-19 | Anulat din cauza pandemiei de COVID-19 | Anulat din cauza pandemiei de COVID-19 |
| 2021                   | Anett Kontaveit                        | Ekaterina Alexandrova                  | 4–6, 6–4, 7–5                          |

#### Dublu masculin
| An   | Campioni                               | Finaliști                              | Scor                                   |
| ---- | -------------------------------------- | -------------------------------------- | -------------------------------------- |
| 1990 | Hendrik Jan Davids Paul Haarhuis       | John Fitzgerald Anders Järryd          | 6–4, 7–6                               |
| 1991 | Eric Jelen Carl-Uwe Steeb              | Andrei Cherkasov Alexander Volkov      | 6–4, 7–6                               |
| 1992 | Marius Barnard John-Laffnie de Jager   | David Adams Andrei Olhovskiy           | 6–4, 3–6, 7–6                          |
| 1993 | Jacco Eltingh Paul Haarhuis (2)        | Jan Apell Jonas Björkman               | 6–1, retired                           |
| 1994 | Jacco Eltingh (2) Paul Haarhuis (3)    | David Adams Andrei Olhovskiy           | walkover                               |
| 1995 | Byron Black Jared Palmer               | Tommy Ho Brett Steven                  | 6–4, 3–6, 6–3                          |
| 1996 | Rick Leach Andrei Olhovskiy            | Jiří Novák David Rikl                  | 4–6, 6–1, 6–2                          |
| 1997 | Martin Damm Cyril Suk                  | David Adams Fabrice Santoro            | 6–4, 6–3                               |
| 1998 | Jared Palmer (2) Jeff Tarango          | Yevgeny Kafelnikov Daniel Vacek        | 6–4, 6–7, 6–2                          |
| 1999 | Justin Gimelstob Daniel Vacek          | Andrei Medvedev Marat Safin            | 6–2, 6–1                               |
| 2000 | Jonas Björkman David Prinosil          | Jiří Novák David Rikl                  | 6–2, 6–3                               |
| 2001 | Max Mirnyi Sandon Stolle               | Mahesh Bhupathi Jeff Tarango           | 6–3, 6–0                               |
| 2002 | Roger Federer Max Mirnyi (2)           | Joshua Eagle Sandon Stolle             | 6–4, 7–6(7–0)                          |
| 2003 | Mahesh Bhupathi Max Mirnyi (3)         | Wayne Black Kevin Ullyett              | 6–3, 7–5                               |
| 2004 | Igor Andreev Nikolay Davydenko         | Mahesh Bhupathi Jonas Björkman         | 3–6, 6–3, 6–4                          |
| 2005 | Max Mirnyi (4) Mikhail Youzhny         | Igor Andreev Nikolay Davydenko         | 6–1, 6–1                               |
| 2006 | Fabrice Santoro Nenad Zimonjić         | František Čermák Jaroslav Levinský     | 6–1, 7–5                               |
| 2007 | Marat Safin Dmitry Tursunov            | Tomáš Cibulec Lovro Zovko              | 6–4, 6–2                               |
| 2008 | Sergiy Stakhovsky Potito Starace       | Stephen Huss Ross Hutchins             | 7–6(7–4), 2–6, [10–6]                  |
| 2009 | Pablo Cuevas Marcel Granollers         | František Čermák Michal Mertiňák       | 4–6, 7–5, [10–8]                       |
| 2010 | Igor Kunitsyn Dmitry Tursunov (2)      | Janko Tipsarević Viktor Troicki        | 7–6(10–8), 6–3                         |
| 2011 | František Čermák Filip Polášek         | Carlos Berlocq David Marrero           | 6–3, 6–1                               |
| 2012 | František Čermák (2) Michal Mertiňák   | Simone Bolelli Daniele Bracciali       | 7–5, 6–3                               |
| 2013 | Mikhail Elgin Denis Istomin            | Ken Skupski Neal Skupski               | 6–2, 1–6, [14–12]                      |
| 2014 | František Čermák (3) Jiří Veselý       | Sam Groth Chris Guccione               | 7–6(7–2), 7–5                          |
| 2015 | Andrey Rublev Dmitry Tursunov (3)      | Radu Albot František Čermák            | 2–6, 6–1, [10–6]                       |
| 2016 | Juan Sebastián Cabal Robert Farah      | Julian Knowle Jürgen Melzer            | 7–5, 4–6, [10–5]                       |
| 2017 | Max Mirnyi (5) Philipp Oswald          | Damir Džumhur Antonio Šančić           | 6–3, 7–5                               |
| 2018 | Austin Krajicek Rajeev Ram             | Max Mirnyi Philipp Oswald              | 7–6(7–4), 6–4                          |
| 2019 | Marcelo Demoliner Matwé Middelkoop     | Simone Bolelli Andrés Molteni          | 6–1, 6–2                               |
| 2020 | Anulat din cauza pandemiei de COVID-19 | Anulat din cauza pandemiei de COVID-19 | Anulat din cauza pandemiei de COVID-19 |
| 2021 | Harri Heliövaara Matwé Middelkoop (2)  | Tomislav Brkić Nikola Ćaćić            | 7–5, 4–6, [11–9]                       |

#### Dublu feminin
| An                     | Campioane                               | Finaliste                               | Scor                                   |
| ---------------------- | --------------------------------------- | --------------------------------------- | -------------------------------------- |
| 1996                   | Natalia Medvedeva Larisa Savchenko      | Silvia Farina Elia Barbara Schett       | 7–6(7–5), 4–6, 6–1                     |
| 1997                   | Arantxa Sánchez Natalia Zvereva         | Yayuk Basuki Caroline Vis               | 5–3 defaulted                          |
| 1998                   | Mary Pierce Natalia Zvereva (2)         | Lisa Raymond Rennae Stubbs              | 6–3, 6–4                               |
| 1999                   | Lisa Raymond Rennae Stubbs              | Julie Halard-Decugis Anke Huber         | 6–1, 6–0                               |
| 2000                   | Julie Halard-Decugis Ai Sugiyama        | Martina Hingis Anna Kournikova          | 4–6, 6–4, 7–6(7–5)                     |
| 2001                   | Martina Hingis Anna Kournikova          | Elena Dementieva Lina Krasnoroutskaya   | 7–6(7–1), 6–3                          |
| 2002                   | Elena Dementieva Janette Husárová       | Jelena Dokić Nadia Petrova              | 2–6, 6–3, 7–6(9–7)                     |
| 2003                   | Nadia Petrova Meghann Shaughnessy       | Anastasia Myskina Vera Zvonareva        | 6–3, 6–4                               |
| 2004                   | Anastasia Myskina Vera Zvonareva        | Virginia Ruano Paola Suárez             | 6–3, 4–6, 6–2                          |
| 2005                   | Lisa Raymond (2) Samantha Stosur        | Cara Black Rennae Stubbs                | 6–2, 6–4                               |
| 2006                   | Květa Peschke Francesca Schiavone       | Iveta Benešová Galina Voskoboeva        | 6–4, 6–7(4–7), 6–1                     |
| 2007                   | Cara Black Liezel Huber                 | Victoria Azarenka Tatiana Poutchek      | 4–6, 6–1, [10–7]                       |
| 2008                   | Nadia Petrova (2) Katarina Srebotnik    | Cara Black Liezel Huber                 | 6–4, 6–4                               |
| ↓ Premier tournament ↓ |                                         |                                         |                                        |
| 2009                   | Maria Kirilenko Nadia Petrova (3)       | Maria Kondratieva Klára Zakopalová      | 6–2, 6–2                               |
| 2010                   | Gisela Dulko Flavia Pennetta            | Sara Errani María José Martínez Sánchez | 6–3, 2–6, [10–6]                       |
| 2011                   | Vania King Yaroslava Shvedova           | Anastasia Rodionova Galina Voskoboeva   | 7–6(7–3), 6–3                          |
| 2012                   | Ekaterina Makarova Elena Vesnina        | Maria Kirilenko Nadia Petrova           | 6–3, 1–6, [10–8]                       |
| 2013                   | Svetlana Kuznetsova Samantha Stosur (2) | Alla Kudryavtseva Anastasia Rodionova   | 6–1, 1–6, [10–8]                       |
| 2014                   | Martina Hingis (2) Flavia Pennetta (2)  | Caroline Garcia Arantxa Parra Santonja  | 6–3, 7–5                               |
| 2015                   | Daria Kasatkina Elena Vesnina (2)       | Irina-Camelia Begu Monica Niculescu     | 6–3, 6–7(7–9), [10–5]                  |
| 2016                   | Andrea Hlaváčková Lucie Hradecká        | Daria Gavrilova Daria Kasatkina         | 4–6, 6–0, [10–7]                       |
| 2017                   | Tímea Babos Andrea Hlaváčková (2)       | Nicole Melichar Anna Smith              | 6–2, 3–6, [10–3]                       |
| 2018                   | Alexandra Panova Laura Siegemund        | Darija Jurak Raluca Olaru               | 6–2, 7–6(7–2)                          |
| 2019                   | Shuko Aoyama Ena Shibahara              | Kirsten Flipkens Bethanie Mattek-Sands  | 6–2, 6–1                               |
| 2020                   | Anulat din cauza pandemiei de COVID-19  | Anulat din cauza pandemiei de COVID-19  | Anulat din cauza pandemiei de COVID-19 |
| 2021                   | Jeļena Ostapenko Kateřina Siniaková     | Nadiia Kichenok Raluca Olaru            | 6–2, 4–6, [10–8]                       |